# Дроздов, Иван Владимирович
Ива́н Влади́мирович Дроздо́в (25 мая 1922, дер. Ананьино, Сердобский уезд, Саратовская губерния, РСФСР — 17 октября 2019, Москва) — советский и российский писатель, публицист и поэт, редактор, журналист, военный корреспондент. Участник Великой Отечественной войны, литературный помощник командующего ВВС Московского военного округа Василия Сталина, затем маршала авиации Степана Красовского, генерала армии Ивана Серова, член Союза журналистов СССР/России, член Союза писателей СССР/России, член ВКП(б)/КПСС с 1943 года. Руководитель трезвеннического движения «За трезвость нашего народа».

## Биография[4]
Родился 25 мая 1922 года в деревне Ананьино в крестьянской семье. С 12 лет работал на тракторном заводе. Самостоятельно научился письму и чтению, не заканчивая школу.
С 1940—1941 — учился в Грозненской военной авиационной школе стрелков-бомбардиров, по специальности штурман военной авиации, был редактором газеты «Гордый сокол».
С 1941—1945 гг. — воевал, служил в авиации (самолеты Р-5), затем, окончив Бакинское училище зенитной артиллерии (БУЗА), в 1575-м зенитном артиллерийском полку 16-й отдельной бригады ПВО. В 1945 г. — командир зенитной батареи. Войну закончил в Будапеште. Награждён пятью орденами и несколькими медалями.
С декабря 1946 г. — военкор дивизионной газеты 44-й дивизии ПВО «На боевом посту» (Львов). В 1947 г. окончил ускоренный курс на факультете журналистики в Военно-политической академии имени В. И. Ленина.
С 1949 г. — военкор газеты ВВС Сов. Армии «Сталинский сокол»/«Советская авиация» (назв. с 1956 г.). Собственный корреспондент «Сталинского сокола» по Московскому округу ВВС — литературный помощник (референт) командующего ВВС Московского военного округа Василия Сталина, писал книгу В. Сталину под рабочим названием «Воздушный флот страны социализма» (не издана). Спецкор газеты «Советская Армия» (Констанца, Румыния).
В 1957 г. — демобилизовался в звании капитана. Работал в журнале «Гражданская авиация» (спецкор). Литературный помощник маршала авиации Степана Красовского, подготовил книгу «Жизнь в авиации» (Воениздат, 1960).
В 1958-59 гг. — учился в Литературном институте имени А. М. Горького, был редактором «Журнала молодых» (вышло 5 номеров).
С 1960 по 1969 гг. — журналист газеты «Известия», отдел промышленности (1960—1961 гг. собкор по Южному Уралу, корпункт в г. Челябинске; 1961 г. спецкор в центральной редакции в г. Москве; 1961—1964 гг. собкор по Донбасу, корпункт в г. Донецке; 1964—1969 гг. экономический обозреватель в центральной редакции в г. Москве).
В 1970 г. — заместитель главного редактора Главной редакции художественной литературы (Росиздат) Комитета по печати при Совете Министров РСФСР.
С 1972 по 1974 гг. — и. о. главного редактора издательства «Современник», заместитель главного редактора (1970—1974), заведующий редакцией русской прозы и критики.
В 2019 г. под руководством режиссера Быкова В. В. был создан документальный фильм «Иван Дроздов - Участник войны» (Иван Непоследний).
Ушёл из жизни 17 октября 2019, прощание с ним состоялось 21 октября того же года на Николо-Архангельском кладбище Москвы. Здесь писатель был кремирован, затем, согласно его завещанию, похоронен на Введенском кладбище, вместе с женой.

### Творчество
Произведения Дроздова печатались с 1936 года.
Сначала он писал стихи, позднее — прозу (рассказы и повести). В 1968 году вышла в свет его повесть «Радуга просится в дом» и роман «Покорённый атаман». В 1972 году был опубликован роман «Подземный меридиан», а в 1973 году — роман «Горячая верста». Эти два романа были раскритикованы критиками либеральной направленности.
В 1960-х годах познакомился с академиком Фёдором Угловым, поддерживал его концепцию борьбы против алкоголя. В соавторстве с учёным в издательстве «Молодая гвардия» опубликовал книгу «Живём ли мы свой век». Она трижды переиздавалась в течение одного года, её тираж достиг полумиллиона экземпляров. Книга была переведена на несколько языков и издавалась в республиках Советского Союза.
Роман «Унесённые водкой» повествует о русских писателях, которые увлеклись алкоголем и ушли из жизни в расцвете творческих сил. Книга пополнила немногочисленный список художественных произведений об алкоголизме и его жертвах, в котором самой известной является повесть Джека Лондона «Джон Ячменное Зерно». В 2002 году вышли два романа, посвящённые проблеме алкоголизма: «Судьба чемпиона» и «Мать Россия! Прости меня, грешного».
Является соавтором книги, посвящённой теории и практике работы по отрезвлению — «Геннадий Шичко и его метод».
В 1990-х переехал из Москвы в Санкт-Петербург. Здесь опубликовал книги «Баронесса Настя», «Шальные миллионы», «Ледяная купель» (2000), «Оккупация» (2001), «Филимон и Антихрист», «Голгофа», «Морской дьявол», «Похищение столицы».
В документальном автобиографическом романе «Последний Иван» (2000) рассказал о своей личной борьбе с космополитизмом и еврейством в крупнейших издательствах Москвы послевоенного времени.
Во время демократических преобразований роман «Подземный меридиан» был раскритикован одним из главных идеологов перестройки А. Н. Яковлевым.
И. В. Дроздов — вице-президент общественной организации «Международная Славянская Академия» и почётный президент её Северо-Западного отделения, руководитель трезвеннического движения «За трезвость нашего народа».

## Труды
1. Дроздов И. В. Радуга просится в дом. — Донецк: Донбасс, 1965.
2. Дроздов И. В. Покорённый Атаман. — Донецк: Донбасс, 1968.
3. Дроздов И. В. Подземный меридиан. — Донецк: Донбасс, 1972.
4. Дроздов И. В. Горячая верста. — М.: Современник, 1973. — 304 с. — 100 000 экз.
5. Углов Ф. Г., Дроздов И. В. Живём ли мы свой век. — М.: Молодая гвардия, 1984. — 240 с. — (серия «Эврика»). — 100 000 экз.
6. Дроздов И. В. Геннадий Шичко и его метод. — СПб.: Редактор, 1991. — 160 с. — 50 000 экз.
7. Дроздов И. В. Баронесса Настя. — СПб.: Редактор, 1997. — 320 с. — 10 000 экз. — ISBN 5-7058-0308-7.
8. Дроздов И. В. Последний Иван. — СПб., ЛИО «Редактор», 1998. — 368 с. — 5 000 экз. — ISBN 5-7058-0332-X
9. Дроздов И. В. Шальные миллионы. — СПб.: Редактор, 1999. — 352 с. — 5000 экз. — ISBN 5-7058-0320-6.
10. Дроздов И. В. Голгофа. — СПб.: Редактор, 1999. — 264 с. — (Русский роман). — 5000 экз. — ISBN 5-7058-0362-1.
11. Иван Дроздов. Филимон и Антихрист. — СПб., ЛИО «Редактор», 1999.
12. Дроздов И. В. Оккупация. — СПб.: Редактор, 2000. — 416 с. — (Русский роман). — 5000 экз. — ISBN 5-88859-023-1.
13. Дроздов И. В. Ледяная купель. — СПб.: Редактор, 2000. — 352 с. — 5000 экз. — ISBN 5-88859-108-4.
14. Дроздов И. Унесённые водкой: О пьянстве русских писателей. — СПб., 2001.
15. Дроздов И. Похищение столицы. — СПб., ЛИО «Редактор», 2001.
16. Дроздов И. Морской дьявол. — СПб., ЛИО «Редактор», 2002.
17. Дроздов И. Разведённые мосты. — СПб., ЛИО «Редактор», 2005.
18. Дроздов И. Славянский котёл. — СПб., Прана, 2006.
19. Дроздов И. Суд идёт. — СПб., ЛИО «Редактор», 2007.
20. Дроздов И. Судьба чемпиона. — СПб.
21. Дроздов И. Мать Россия! Прости меня, грешного. — СПб.

## Награды
- Орден Отечественной войны II степени (8 февраля 1945[8])
- Два ордена Красной Звезды (13 февраля 1944[9], 9 мая 1944)
- Орден «Знак Почета», 1967.